# Muralles de Bàscara
Les Muralles de Bàscara dins del nucli urbà de la població de Bàscara, a l'extrem de tramuntana del terme, a la zona més elevada del municipi dominant el pas del riu Fluvià. Declarades bé cultural d'interès nacional el recinte fortificat de la població de Bàscara estava format pel Castell Episcopal i les muralles que l'envoltaven. Es conserven diversos trams i panys de la fortificació.
A la part de migdia del recinte del castell hi ha un tram de muralla atalussat, que actualment està integrat a l'edifici conegut com el paller d'en Xirau. Aquest tram presenta una torre de planta rectangular a la banda sud-oest, que conserva la part inferior del parament probablement medieval, bastit amb carreus desbastats i còdols, i amb una espitllera central construïda amb pedra desbastada. La resta del parament fou refet amb pedra sense desbastar i abundant morter de calç, i presenta diverses espitlleres bastides amb maons a la part superior. La muralla continua per la banda de ponent fins a enllaçar amb el mur de tramuntana del recinte del castell. Aquesta part està força degradada i coberta de vegetació.
El tram de muralla de més envergadura és el de tramuntana. Aquesta part ha estat arranjada i restaurada, amb alguns trams del parament completament restituïts. És un tram força alt, bastit amb còdols, pedra desbastada i fragments de maons, disposats formant filades més o menys regulars. Hi ha diverses espitlleres obertes al mur i bastides amb maons, corresponents al recinte d'època moderna. Es conserva un baluard al centre del tram, rehabilitat, i un portal obert a l'extrem de llevant, també reformat. La muralla continua en sentit est, per damunt de la carretera N-II, girant cap al sud. Aquesta part, recentment restaurada, presenta una torre circular a la cantonada, amb dues espitlleres fetes de maons. Al parament s'observen diverses espitlleres bastides en pedra, actualment tapiades.
L'últim element del recinte emmurallat que cal destacar és un portal, conegut com el portal de Girona, i situat entre la plaça Major i la del Pessebre. Actualment encara s'accedeix a l'interior del recinte fortificat per aquesta obertura. Es tracta d'un doble portal d'arc rebaixat, emmarcat amb carreus de pedra, que està situat a la base d'una torre quadrangular que presenta altres obertures a la part superior del parament. L'interior del passadís és cobert amb volta de punt rodó i presenta una gran arcada d'arc apuntat tapiada, amb dues espitlleres refetes, al mur de llevant. Es conserva la polleguera de la part superior de la porta. Per la banda interior, orientada a la plaça Major, dalt del portal hi ha una fornícula de mig punt amb una imatge. El portal conserva part del parament original de carreus desbastats i la resta està refeta amb pedra sense desbastar.

## Història
La importància de la fortificació de Bàscara es manté al llarg dels segles per la seva situació estratègica en el camí de Girona a França. Es pot parlar de tres recintes emmurallats, incloent el castell.
La primera menció és de l'any 1241, quan el rei Jaume I va autoritzar al bisbe de Girona, Guillem de Cabanelles, a alçar fortificacions a la vila de Bàscara. Per evitar problemes amb el vescomte Jofre III de Rocabertí, senyor del castell de Vilademuls, es firmà un pacte segons el qual el bisbe podia aixecar la fortificació, previ pagament de 20 marcs de plata. Segons l'acord, la nova fortificació podia tenir torres, muralles i avant muralles, portes, valls, ballesteres... Aquest primer recinte coincidia amb el traçat dels carrers actuals de Parets, creuava Joan Reglà, la meitat de l'illa de cases entre els carrers Safonsella i les places del Prat i de l'Oli, travessava el carrer Major fins a la carretera general per tornar a connectar amb el tram del carrer Parets. Sembla que devia tenir dues portes, el portal de la plaça Major actual, anomenat portal d'en Llagost a l'època, i l'altra en el primer tram del carrer Major amb l'encreuament amb el carrer del Mar. Pel que fa a les torres hi havia la de l'Hospital, al sector de llevant i actualment desapareguda. A la cantonada sud-est, una altra torre cantonera documentada en plànols antics i, propera a aquesta, una torre aïllada que fou enderrocada durant la Guerra dels Remences (1462-1472). Al sector de migdia hi havia l'anomenada torre d'en Tassi, situada davant d'una casa amb façana al carrer Gispert. A l'extrem sud-oest d'aquest primer recinte hi havia una altra torre de planta quadrada, que posteriorment uní el mur primitiu amb el castell.
El segon recinte emmurallat, conegut amb el nom de mur nou, fou una conseqüència de l'increment de població de la primera meitat del segle xiv. La nova muralla limitava a migdia amb el que aleshores havia estat mur de tramuntana del primer recinte, però incloent la nova zona urbanitzada delimitada entre el castell i l'església i coneguda amb el nom de vila nova. Les primeres dades són de l'any 1344, tot i que probablement l'inici de la construcció de les obres sigui anterior, i fan referència a una refecció en un portal de dins del recinte del castell o força, tercer nucli fortificat de la vila. Es conserven poques restes adscrites a l'època medieval. Els murs actuals són reconstruccions tardanes sobre els fonaments originals. Segons la documentació antiga, a la cantonada nord-est es conserva una torre angular circular, anomenada torre del Speró al segle xv. En direcció ponent, en la confluència amb el carrer Major, hi havia el portal Rosa davant del qual hi havia una barbacana. El circuit de muralles continuava fins a enllaçar amb el castell. A la cantonada sud-oest, en el lloc on el mur es trobava amb l'actual carrer Parets, hi havia una altra torre angular i, una mica més enllà en direcció est, una de circular desapareguda.
Durant la guerra del Francès, tant el castell com bona part de les muralles, va ser parcialment destruït. Dues de les torres del castell varen ser minades i derruïdes amb pólvora, quedant dempeus únicament la torre de la Presó actual. El castell deixà de tenir un ús militar i finalitzada la guerra Gran i la guerra de la Independència, el mariscal Suchet ordena volar les fortificacions, cosa que provocà que el castell s'enrunés.